# Фаял-да-Терра
Фаял-да-Терра (порт. Faial da Terra)  —  район (фрегезия) в Португалии,  входит в округ Азорские острова. Расположен на острове Сан-Мигел. Является составной частью муниципалитета  Вила-да-Повуасан. Население составляет 377 человек на 2001 год. Занимает площадь 12,69 км².
Покровителем района считается Дева Мария (порт. Nossa Senhora da Graça). 